# Märtyrer von Nagasaki

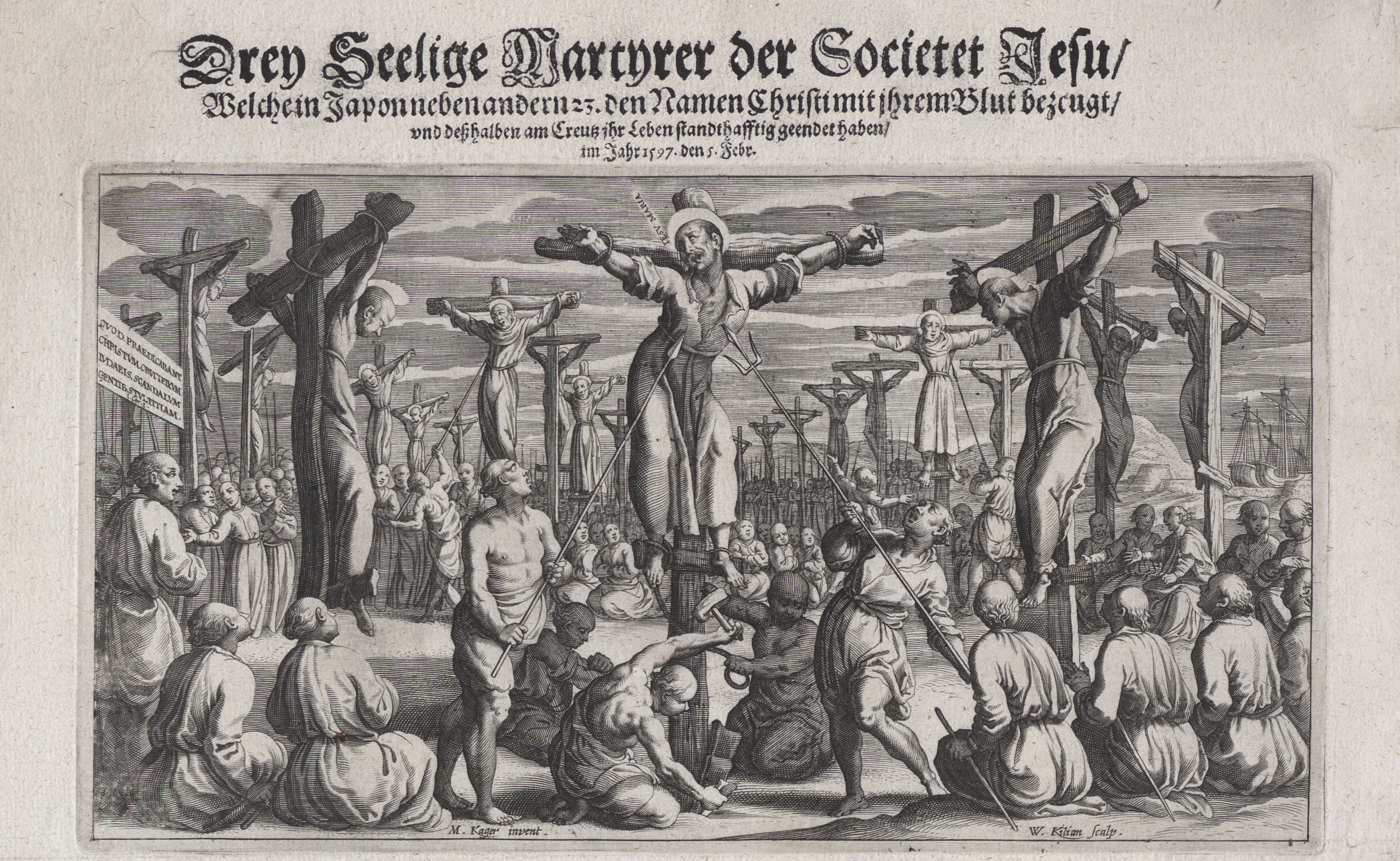
Die Kreuzigung der Märtyrer von Nagasaki, 1597. Stich von Wolfgang Kilian, 1628

Die Märtyrer von Nagasaki waren 26 franziskanische und jesuitische Missionare sowie zum Christentum konvertierte Japaner im Alter zwischen 12 und 64 Jahren, die im Jahr 1597 auf Befehl von Toyotomi Hideyoshi hingerichtet wurden. Sie werden in der katholischen und der anglikanischen Kirche als Märtyrer und Heilige verehrt. Die evangelisch-lutherische Kirche in Amerika erinnert ebenfalls an sie.

## Martyrium
Die Missionierung Japans, die im Jahr 1549 mit Franz Xaver begann, war anfangs recht erfolgreich. Bereits im Jahr 1590 bekannten sich etwa 200.000 Japaner zum Christentum –  hauptsächlich Einwohner Zentraljapans und der südlichen Insel Kyūshū, vor allem aus Nagasaki. Nach der Besetzung der Philippinen durch die Spanier (1587) fürchtete die japanische Regierung allerdings einen zu großen europäischen Einfluss. Daher verfügte Toyotomi Hideyoshi, dass alle Ausländer Japan zu verlassen hatten. Da er aber weiter an guten Handelsbeziehungen zu Portugal interessiert war, durften die Missionare ihre Arbeit fortsetzen.

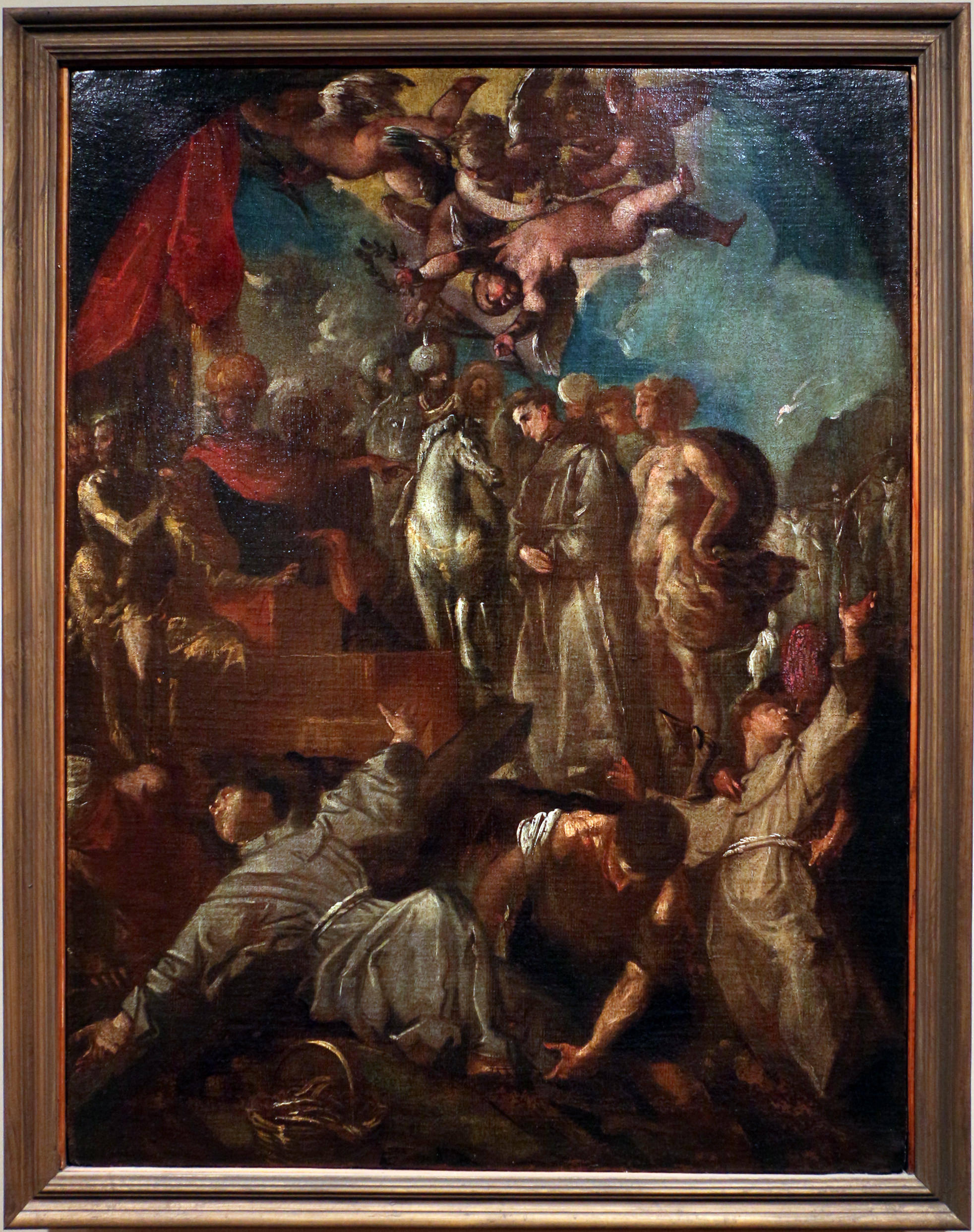
Martyrium der Franziskaner in Nagasaki - Francesco Maffei

Die Lage spitzte sich zu, als das spanische Schiff San Felipe im Jahr 1596 auf dem Weg von Mexiko nach Manila vor der japanischen Küste strandete. Als die Japaner die Ladung des Schiffes beschlagnahmten, wandte sich der Kapitän an Hideyoshi und versuchte ihn einzuschüchtern, indem er auf die Macht seines Königs, Philipps II., hinwies und Hideyoshi auf einem Globus das Herrschaftsgebiet Spaniens zeigte. Als dieser wissen wollte, wie so ein kleines Land einen so großen Einfluss haben könne, sagte der Kapitän: „Seine allerhöchste katholische Majestät pflegt zunächst Priester auszusenden, die die Bevölkerung zum Christentum bekehren sollen, und diese Bekehrten helfen dann den spanischen Soldaten bei der Eroberung.“ Daraufhin nahm die japanische Regierung alle Spanier gefangen, die 1593 von den Philippinen kamen. Darunter waren drei japanische Jesuiten: Paul Miki, Iacobus Diego Kisai und Johannes Soan de Goto.
Diese wurden nach Kyōto gebracht, wo sie zusammen mit sechs Franziskanern und weiteren 15 japanischen Christen gefangengehalten und zum Tod durch Kreuzigung verurteilt wurden. Auf dem Hauptplatz der Stadt schnitt man ihnen als Abschreckung ein Stück des linken Ohres ab. Danach trieb man sie von Stadt zu Stadt, wobei man ihre Verbrechen verkündete und die Bevölkerung zu Misshandlungen aufrief. Diesem Zug schlossen sich freiwillig zwei weitere zur katholischen Kirche konvertierte Japaner an. Jedem der Christen bot man die Freiheit, sollten sie dem Christentum abschwören, doch keiner ging darauf ein.
Am 5. Februar 1597 erfolgte die Kreuzigung auf dem Tateyama-Hügel in Nagasaki. Bei der japanischen Form der Kreuzigung wurden die Handgelenke und der Hals mit Eisenklammern befestigt, während die Beine mittels eines weiteren Eisens gespreizt wurden. Danach wurde jeweils auf der linken und der rechten Seite des Körpers der Brustkorb von der untersten Rippe bis zum Schulterblatt mit einer Lanze durchstoßen.

## Verehrung
Paul Miki und seine Gefährten wurden am 14. September 1627 von Papst Urban VIII. seliggesprochen. Papst Pius IX. sprach die Märtyrer von Nagasaki am 8. Juni 1862 heilig. Im Jahr 1864 wurde der Vorgängerbau der heutigen Basilika der sechsundzwanzig heiligen Märtyrer Japans in Nagasaki fertiggestellt.
Der Gedenktag des hl. Paul Miki und seiner Gefährten in der Liturgie der katholischen Kirche ist am 6. Februar. Die anglikanische Kirche hebt Paul Miki nicht namentlich hervor. Die evangelisch-lutherische Kirche in Amerika erinnert am 5. Februar an sie.
Ihnen zu Ehren wurde in Düsseldorf das Haus „In den drei japanesischen Märtyrern“ erbaut.

## Märtyrer
| - Antonius Deynan - Bonaventura von Miyako - Cosmas Takeya (auch: Tachejia, Zaquira) - Franciscus Blanco - Franciscus vu Miyako (auch: Franciscus vun Nagasaki) - Franciscus a San Michaele de la Parilla | - Gabriel de Duisco - Gaius Francis Danto Falehante - Gundisalvus Garcia - Iacobus Diego Kisai (auch: Kizayemon) - Joachim Sakakibara (auch: Saccachibara) | - Johannes Kisaka (auch: Kinoia, Kinuya) - Johannes Soan de Goto - Leo Karasumaru (auch: Carazuma) - Louis Ibaraki (12 Jahre) - Martinus ab Ascensione Loynaz de Aguirre | - Matthias Martinus von Miyako - Michael Kozaki - Paul Ibaraki (auch: Yuanki, Yuaniqui, Ibarki) - Paul Miki - Paul Suzuki - Petrus Baptista Blásquez | - Petrus Sukejiroo (auch: Sukejico, Xukexico) - Philip vu Jesus de las Casas - Thomas Kozaki (15 Jahre) - Thomas Xico (auch: Thomas Danki, Xico Dangi) |